# Vaccinium lundellianum
Vaccinium lundellianum je druh rostliny z čeledi vřesovcovité a jediný zástupce bývalého rodu Malea. V roce 1965 byl tento druh přeřazen do rodu brusnice (Vaccinium). Druhové jméno pilosus v tomto případě nebylo možno použít, neboť již náleží jinému druhu rodu Vaccinium. Rostlina pochází z Mexika.